# Pierre Égault des Noës
Pierre Thomas Marie Égault des Noës est un ingénieur français, né le 16 juin 1777 à Dinan et mort le 22 janvier 1839 à Paris dans le fauteuil de sa chambre d'hôtel, étant venu à Paris fêter le relevé de couches de sa fille. 

## Biographie
Il est fils de Pierre Jean Egault des Noës, né le 14 février 1777 à Dinan et de Elisabeth Augustine Jeanne du Chalonge.
Il travailla notamment au tracé du canal de l'Ourcq à Paris, au bassin du Palais-Royal, et à d'autres ouvrages hydrauliques, notamment des fontaines.
Pierre Égault des Noës donna son nom à un niveau de sa conception, le « niveau d'Égault », connu des topographes.